# Avdaga Hasić
Avdaga Hasić (Kladanj, 1893. – Argentina, 1982.), časnik oružanih snaga NDH. Nosio čin pukovnika.

## Životopis
Rođen u Kladnju u uglednoj i bogatoj obitelji Hasić. Otac Halilaga uz Avdagu je imao još dvojicu sinova koji su se istaknuli. Avdagin brat Ahmo bio je politički komesar u partizanima i komadant kladanjskog partizanskog Odreda. Brat Raif bio je sljedbenika pokreta Mladih Muslimana za vjerska prava. Zbog toga ga je poslije rata uhitila i torturirala. Hasić je završio četiri razreda osnovne škole u Kladnju i bio je uključen u cijeli društveno-politički život kladanjskog sreza. Službovao je tri godine u austro-ugarskoj vojsci. Sudionik Prvoga svjetskog rata na tirolskoj bojišnici. Bio je zapovjednik, za što je odlikovan zlatnom kolajnom. Avdaga je bio članom prvog odbora Gajreta u Kladnju. U politici je bio pristaša dr Mehmeda Spahe, odnosno aktivist i sljedbenik Jugoslavenske muslimanske organizacije čijim je vođom bio Spaho. Hasić je bio zastupnik u Drinskoj banovini kod ministra Hasandedića.
Kad je osnovana NDH, kao delegat iz Kladnja s predstavnicima iz Tuzle i Zvornika sudjelovao je u razgovorima u Zagrebu s Kvaternikom o Rezoluciji BiH, a koja se odnosi na autonomnost muslimana tj. zaštitu narodnog puka. 7. prosinca 1941. vrh NDH suglasio se da se može postrojiti domobranske formacije na dragovoljnoj osnovi muslimanskih vjernika.
Prosinca 1941. na inicijativu zapovjednika III. bojne 8. pješačke pukovnije Muhameda Hadžiefendića, domobranskog pukovnika, ministarstvo domobranstva odobrilo je postroj Dobrovoljačkog odjela narodnog ustanka sa sjedištem u Tuzli. Tad je Hadžiefendić stavio pod jedno zapovjedništvo dotad nepovezane seoske straže. Postrojbu je narod nazvao Legijom.
U Tuzli su tad osnovani dragovoljački odredi pod zapovjedništvom Muhameda Hadžiefendića. Stvorenom muslimanskom legijom u tom kraju osigurana je sigurnost muslimanima. Muslimanska legija pokrivala je oko 600 četvornih kilometara i pokrivala je područje na istoku od Zvornika i Bijeljine, na sjeveru Orašja i Šamca, do Gračanice na zapadu i Kladnja i Olova na jugu, između rijeka Drine, Save, Bosne i Krivaje. Najbolje ustrojene pukovnije bile su u Kladnju gdje im je zapovijedao Hasić, u Bijeljini gdje je zapovijedao Nedim Šahinspahić, Gračanici gdje su ih vodili Sejdo Đulović i Ibrahim Pjanić, te postrojbe u dolini Krivaje gdje su zapovjednici bili Zaim Kapetanović i Mujčin Mujić iz Ribnice. Muslimanska legija je već 1942.godine imala preko 6000 dragovoljaca. Kladanj je u to doba bio neosvojiv četnicima i partizanima, koji su ga znali zajedno napadati, što je potvrdio narodni heroj Rodoljub Čolaković u Zapisima iz NOR-a. Kladanj su tad zvali su tvrđava – kladanjski Alkazar. Zbog uspješne junačke obrane NDH ga je proglasila vitezom, a kladanjsku legiju „Viteškom bojnom“. Koliko je Kladanj bio sigurno uporište NDH, prepričava se pismo Avdage Hasića poglavniku Anti Paveliću u kojem mu je napisao "Dragi prijatelju, ako nisi siguran i bezbjedan u Zagrebu, dođi kod mene u Kladanj." Preformiranjem u Domdo pukovnije, u sjeveroistočnoj Bosni bile su bojne Hadžiefendićeve Domdo pukovnije, Domdo bojna Teslić (zapovjednik Avdo Ferizbegović, poslije veliki župan Usore i Soli, ubijen u Doboju 1944. u atentatu), Domdo bojna u Derventi te Počastna viteška bojna branitelja Kladnja, kojom je zapovijedao pričuvni satnik Hasić i nešto poslije jedna Domdo bojna u Gračanici.
Proljeća 1944. situacija se u sjeveroistočnoj bosni okrenula u korist Osovine. Postrojene su nove postrojbe, XXV. djelatna bojna Ustaške vojnice za područje Gračanice zapovjednika Ibrahima Pjanića, XIV. djelatna bojna za područje Lukavca i Tuzle, zapovjendika Mustafe Jakubovića te XXXIV. počastna viteška bojna Avdage Hasića u Kladnju. Lipnja 1944. te tri bojne i XXXIX. djelatna bojna Bosanski Šamac ujedinjene su u 12. stajaći djelatni sdrug Ustaške vojnice, za čijeg je zapovjendika imenovan Hasić i unaprijeđen u čin dopukovnika. Sdrug je potpadao pod zapovjedništvo II. zbornog područja u Brodu na Savi. Reorganiziranjem jeseni 1944., kad su se snage NDH prisiljene u defanzivu i povlačenje, stožer sdruga premješten je u Brčko, a 12. stajaći djelatni sdrug skupa s 3. gorskim sdrugom (prije 10. posadni) uključen u sastav 12. hrvatske divizije. Zapovjednik divizije bio je pukovnik Cesarić, a Hasić je imenovan za zamjenika.
Pukovnik vojnice u Kladnju, gdje je NDH imala snažno uporište. Hasić je ondje obnašao dužnost kotarskog predstojnika. Hasić je sa svojom vojskom obranio stanovnike Kladnja, Olova, Tuzle, Vlasenice i mjesta o donjem toku Drine. Većinom se borio protiv zloglasnih četnika Jezdimira Dangića iz Bratunca, čelnika osiguranja na dvoru kralja Petra Karađorđevića.
Partizanski narodni heroj Miloš Zekić iz Šekovića često je sastajao se i pregovarao s Hasićem na putu između Šekovića i Kladnja. Jednom mu je ponudio prijeći sa svojom vojskom u partizane, kao što je bilo omogućeno brojnim četnicima. Hasić se prema Zekićevoj ocjeni premišljao a prevagu je donijela Avdagina supruga Emilija iz Zagreba, koja je bila protiv toga da se Avdaga priključi partizanima. Tito je pokušao nadmudriti Hasića molbom da ga pusti proći kroz Kladanj i da neće neprijateljski djelovati. Odgovorio je Hasić preko tekliča da "nema šanse da on prođe sa partizanima ili bilo koja druga vojska kroz Kladanj i da dobro zna šta znači ta podvala,u smislu da prođemo mirno, pa ćemo lakše osvojiti grad". Govorio je da nitkome ne dopušta proći kroz Kladanj, mi četnicima, ni partizanima, Nijemcima, Talijanima, pa ni ustašama i domobranima ako nemaju odobrenja i ako nisu pod njegovim zapovjedništvom.
Sudionik završnih bitaka u Posavini i travanjske bitke za Odžak 1945. godine. Početkom četničko-partizanske ofenzive bila je posebno zaštićena bolnica u seoskoj kući. Za obranu sela Balegovca raspoređeni su Dragutin Varga zapovjednik Modriče i Garevca, te vitez Ibrahim Pjanić i Avdaga Hasić. Pred kraj bitke skupina od oko 170 ustaša koja se zatekla u Vlaškoj Mali uvidjela je da im se bliže posljednji trenutci te se odlučila pokušati očajnički proboj. Udarili su tako silovito na 14. brigadu zapovjednika Stevu Kovačevića da su odmah probili partizanske crte i našli se partizanima iza leđa. Mnogi ustaše iz te skupine tako su se spasili, a među njima su bili Pavelićevi vitezovi pukovnik Ibrahim Pjanić i pukovnik Avdaga Hasić. Probijali su se dalje kroz šume do Austrije. 
Umro je 1982., a postoji verzija po kojoj je umro 1945. godine. 
Engleska bleiburška prijevara i sramno izručenje hrvatskih civila i razoružanih vojnika Titovim koljačima dogodila se u to vrijeme. Kad je Hasić vidio kako su Englezi razoružali hrvatsku vojsku i bešćutno ju predali Titinim partizanima, Hasić se deprimirao. Pjaniću je rekao "Ibro izgleda da Hrvatske više nema", što mu je Pjanić potvrdio. Hasić je na to zaplakao, sam sebi rekao "E Avdo kad nema Hrvatske ne treba ni tebe", izvadio svoj samokres i pucao si u sljepoočnicu. Samoubojstvo je počinio u Lavamündu u Austriji, a pokopan je u Wolfsbergu, gdje je bio zatvor za hrvatske zarobljenike.
Prema drugima je u Bosni zadnji put viđen 1944. godine, nakon čega je preko Austrije prešao preko Zidanog mosta i završio u Argentini. Uvijek je govorio da mu je jedina želja da vratiti se u svoj rodni Kladanj i Bosnu. Nadao se da će pasti komunizam i da će mu se želja ostvariti, ali umro je prije. Umro je 1982. u Argentini, gdje je pokopan. Razmatra se prenošenje Hasićeva tijela iz Argentine.
Zbog Hasića i odanosti tamošnjeg kraja hrvatskoj državi, Kladanj i Olovo komunistički je režim kaznio na gospodarskom polju. Kladanjski i olovski kraj bili su u ekonomskoj blokadi, izolaciji i zamrznuta razvoja. Danas se ulica u središtu Kladnja zove po Hasiću.